# Dimensión de Assouad

Dimensión de Assouad de un triángulo de Sierpinski. Para R=2 y r=1, entonces la dimensión puede ser como la dimensión de Hausdorff-Besicovitch

En matemáticas — específicamente, en fractales — la dimensión de Assouad es una definición de dimensión fractal para subconjuntos de un espacio métrico. Fue introducida por Patrice Assouad en su tesis doctoral de 1977 y posteriormente publicado en 1979, aunque ya había sido definida anteriormente por Georges Bouligand en 1928. Además de utilizarse para estudiar fractales, también se ha utilizado para estudiar aplicaciones cuasiconformales y problemas de encaje.

## Definición
La dimensión de Assouad  de {\displaystyle X,d_{A}(X)}, es el mínimo de todos los {\displaystyle s}, de modo que {\displaystyle (X,\varsigma )} es {\displaystyle (M,s)}-homogéneo para algunos {\displaystyle M\geq 1}.

Sea {\displaystyle (X,d)} un espacio métrico y {\displaystyle E} un subconjunto no vacío de {\displaystyle X}. Para {\displaystyle r>0}, sea {\displaystyle N_{r}(E)} el menor número de bolas métricas de radio menor o igual a r con las que es posible recubrir el conjunto {\displaystyle E}. La dimensión de Assouad de {\displaystyle E} se define como el {\displaystyle \alpha \geq 0} ínfimo para el que existen constantes positivas {\displaystyle C} y {\displaystyle \rho } de modo que, siempre que
{\displaystyle 0<r<R\leq \rho ,}
se mantiene el siguiente límite:
{\displaystyle \sup _{x\in E}N_{r}(B_{R}(x)\cap E)\leq C\left({\frac {R}{r}}\right)^{\alpha }.}
La intuición subyacente a esta definición es que, para un conjunto E con dimensión entera n "ordinaria", el número de bolas pequeñas de radio r necesarias para cubrir la intersección de una bola más grande de radio R con E se escalará como (Rr)n.

## Lecturas relacionadas
- Assouad, Patrice (1979). «Étude d'une dimension métrique liée à la possibilité de plongements dans Rn». Comptes Rendus de l'Académie des Sciences, Série A-B 288 (15): A731-A734. ISSN 0151-0509. MR 532401
- Bouligand, M.G. (1928). "Ensembles impropres et nombredimensionnel",  Bulletin des Sciences Mathématiques 52 , pp.320–344.

- Datos: Q17002467